# Miguel Ugarte
Miguel Ugarte (ur. 25 maja 1987) − boliwijski bokser kategorii półciężkiej.

## Kariera amatorska
W listopadzie 2009 zdobył brązowy medal na igrzyskach boliwaryjskich w Sucre. W półfinale kategorii półciężkiej przegrał z Kolumbijczykiem Jeisonem Monroyem, ulegając mu wysoko na punkty (9:0).
W listopadzie 2013 roku zdobył brązowy medal na igrzyskach boliwaryjskich w Chiclayo. W półfinale kategorii półciężkiej przegrał wyraźnie na punkty z Carlosem Miną.
W 2012 był uczestnikiem turnieju kwalifikacyjnego dla Ameryki. Przegrał tam swoją pierwszą walkę z Brodym Blairem, któremu uległ wysoko na punkty (6:34).